# Йелм
Йелм (на английски: Yelm) е град в окръг Търстън, щата Вашингтон, САЩ. Йелм е с население от 5372 жители (2007) и обща площ от 14,6 km². Намира се на 108 m надморска височина. ЗИП кодът му е 98597, а телефонният му код е 360.